# 穆里肯 (密西根州)
穆里肯（英語：Mulliken）是位於美國密西根州伊頓縣的一個村。

## 人口
根據2020年美國人口普查的數據，穆里肯的面積為2.70平方千米，當中陸地面積為2.70平方千米，而水域面積為0.00平方千米。當地共有人口525人，而人口密度為每平方千米194人。